# رامون کوادرنی
رامون کوادرنی (اسپانیایی: Ramón Quadreny‎؛ ۵ آوریل ۱۸۹۲ – ۱۹۶۱) بازیگر و کارگردان فیلم اهل اسپانیا بود.
از فیلم‌ها یا مجموعه‌های تلویزیونی که وی در آن‌ها نقش داشته است، می‌توان به «خون در برف» (۱۹۴۲) و یک گلوله کافی است (۱۹۵۴) اشاره نمود.